# Geastrum drummondii
Geastrum drummondii är en svampart som beskrevs av Berk. 1845. Geastrum drummondii ingår i släktet jordstjärnor och familjen jordstjärnor.   Inga underarter finns listade i Catalogue of Life.